# Port lotniczy Karamay
Port lotniczy Karamay (IATA: KRY, ICAO: ZWKM) – port lotniczy położony w Karamay, w regionie autonomicznym Sinciang, w Chińskiej Republice Ludowej.

## Linie lotnicze i połączenia
| Linia Lotnicza          | Kierunek                                                                            |
| ----------------------- | ----------------------------------------------------------------------------------- |
| Air China               | 1. Pekin 2. Chengdu-Shuangliu 3. Yining                                             |
| Chengdu Airlines        | 1. Aksu 2. Altay 3. Bole 4. Kaszgar 5. Korla 6. Kuqa 7. Tacheng 8. Turfan 9. Zhaosu |
| China Eastern Airlines  | 1. Xi’an                                                                            |
| China Express Airlines  | 1. Bole 2. Korla 3. Yining                                                          |
| China Southern Airlines | 1. Guangzhou 2. Urumczi 3. Zhengzhou                                                |
| Joy Air                 | 1. Altay 2. Bole                                                                    |
| Shandong Airlines       | 1. Dongying                                                                         |
| Sichuan Airlines        | 1. Chengdu-Tianfu                                                                   |
| Spring Airlines         | 1. Lanzhou                                                                          |